# Braloștița (gmina)
Braloștița – gmina w Rumunii, w okręgu Dolj. Obejmuje miejscowości Braloștița, Ciocanele, Racovița, Schitu, Sfârcea i Valea Fântânilor. W 2011 roku liczyła 3684 mieszkańców.